# 天鷹座V923
天鷹座V923，又名BD+03 4043，HD 183656、SAO 124704、HR 7415，是天鷹座的一颗恒星，视星等为6.05，位于銀經40.5，銀緯-7.09，其B1900.0坐标为赤經19h 25m 32.8s，赤緯+3° -7.09′ 8″。